# Erdenemandal
Erdenemandal (mongoliska: Эрдэнэмандал) är en sum i Archangaj i Mongoliet. Den har en yta på 3400 kvadratkilometer, och den hade 5 153 invånare år 2010.